# بخش مارتیرس
بخش مارتیرس (به اسپانیایی: Departamento Mártires) یک منطقهٔ مسکونی در آرژانتین است که در استان چوبوت واقع شده‌است. بخش مارتیرس ۱۵٬۴۴۵ کیلومتر مربع مساحت و ۹۷۷ نفر جمعیت دارد.